# Deportes electrónicos

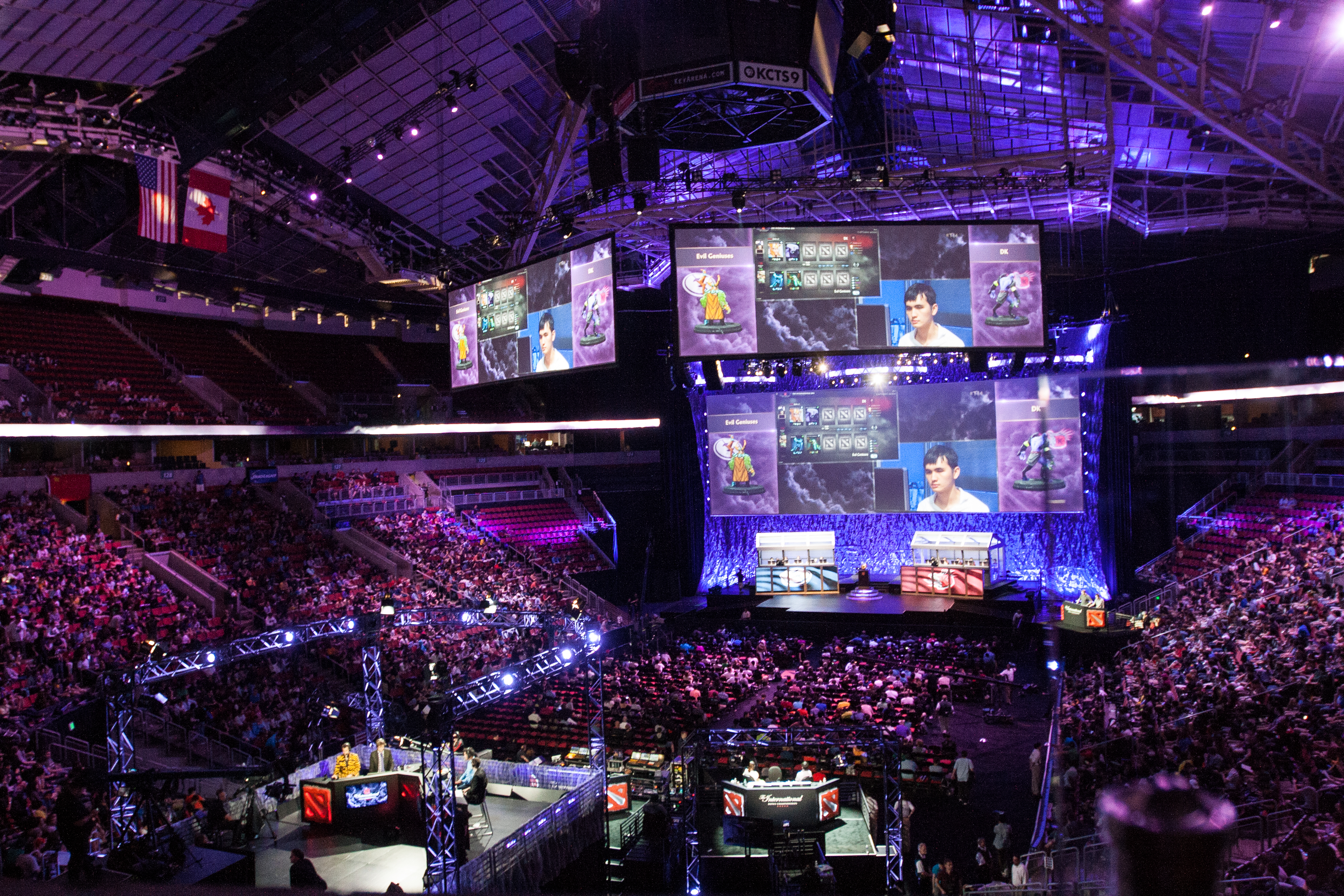
The International, un torneo anual de Dota 2.

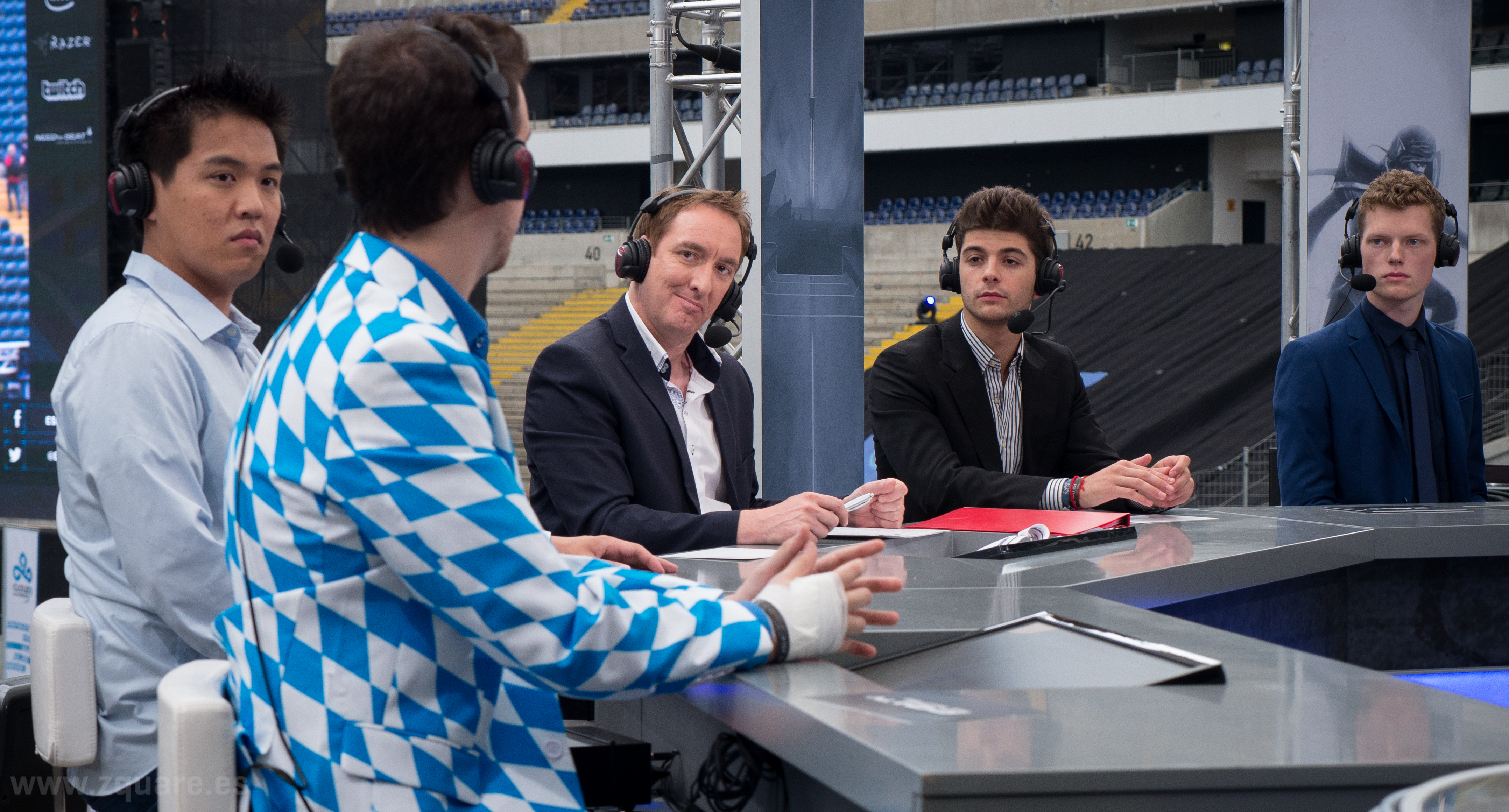
Comentaristas intercambiando opiniones en un torneo. Los torneos de deportes electrónicos, como los de otros deportes, están totalmente profesionalizados y cuentan con equipos profesionales, entrenadores, jugadores suplentes, patrocinadores, fisioterapeutas y hasta prohibiciones de dopaje.

Los deportes electrónicos, también llamados ciberdeportes o esports, son competiciones de videojuegos que se han convertido en eventos de gran popularidad. Por lo general, los deportes electrónicos son competiciones de videojuegos multijugador, particularmente entre jugadores profesionales. Los géneros más comunes en los videojuegos asociados a los esports son: estrategia en tiempo real, disparos en primera persona y arenas de batalla multijugador en línea (conocido por sus siglas en inglés MOBA, videojuego multijugador de arena de batalla en línea). Torneos como The International (el torneo anual del videojuego Dota2 por la compañía Valve Corporation), el “League of Legends World Championship” (torneo mundial del videojuego League of Legends por la compañía Riot Games), la Battle.net World Championship Series (una serie de torneos de los diversos títulos de la compañía Blizzard Entertainment), el Evolution Championship Series (evento anual que se centra exclusivamente en los juegos de lucha), la Intel Extreme Masters (serie de torneos internacionales de deportes electrónicos celebrados en diferentes países alrededor del mundo por la compañía Intel) y el Smite World Championship (campeonato mundial del videojuego Smite) entre otros, proveen al público de transmisiones en vivo de sus competiciones, así como premios monetarios y salarios a los competidores. 
Los deportes electrónicos o eSports han revolucionado el panorama del entretenimiento y la competición a nivel global. Este fenómeno ha creado nuevas oportunidades para jugadores, desarrolladores y organizadores de eventos, generando un ecosistema económico y cultural único. La convergencia de tecnología, habilidad y estrategia en los eSports ha atraído a una audiencia diversa y apasionada, transformando la manera en que se consume y se participa en el deporte moderno. A medida que la industria madura, se enfrentan nuevos desafíos y oportunidades, desde la regulación y la profesionalización hasta la integración con los deportes tradicionales y los medios de comunicación convencionales. 
Aunque las competiciones siempre han formado parte de la cultura de los videojuegos, estas competiciones han experimentado un gran aumento de popularidad, tanto en participación como en audiencia, desde finales de los años 2000. Este aumento ha ido ligado al desarrollo de los videojuegos, que actualmente está enfocado en facilitar la competición entre jugadores.
En el año 2015 los títulos más exitosos en competiciones profesionales fueron Dota 2, League of Legends (ambos pertenecientes al género MOBA) y Counter-Strike: Global Offensive, un videojuego de disparos en primera persona.
Cabe destacar que existe un predominio de hombres entre los jugadores y espectadores de este tipo de deporte. Aproximadamente el 85% de los que ven los deportes electrónicos son hombres, y el 15% restantes, mujeres. El 60% de todos estos se concentran entre las edades de 18 y 34.[cita requerida]

## Historia

### Historia temprana (1972-1989)
Una de las primeras competencias conocidas de videojuegos tuvo lugar el 19 de octubre de 1972 en la Universidad de Stanford para el juego Spacewar. Los estudiantes de Stanford fueron invitados al evento Intergalactic Spacewar Olympics, cuyo gran premio fue una subscripción anual a la revista Rolling Stone. Bruce Baugmant ganó el torneo de cinco jugadores, todos contra todos, así como también Tovar y Robert E. Mass ganaron la competencia en equipo. El campeonato del videojuego Space Invaders, organizado por Atari en 1980, fue la primera competencia de videojuegos a gran escala, la cual atrajo a más de 10,000 participantes a lo largo de los Estados Unidos, estableciendo las competencias de videojuegos como un hobby común.
En el verano de 1980, Walter Day fundó una organización, encargada de registrar los puntajes más altos, llamada Twin Galaxies. La organización se dedicó a ayudar a promover los videojuegos y publicar sus registros a través de publicaciones como El libro Guinness de los récords, y en 1983 creó el Equipo Nacional de Estados Unidos de videojuegos. Este equipo estuvo implicado en competencias como el torneo de Video Game Masters, para entrar en El libro Guiness de los récords.
Durante las décadas de 1970 y 1980, los jugadores de videojuegos y los torneos comenzaron a aparecer en sitios de internet y revistas populares como Life y Time. Uno de los jugadores de juegos de arcade más reconocidos es Billy Mitchell, conocido por retener récords de altos puntajes en seis juegos diferentes, incluyendo Pac-Man y Donkey Kong, siendo registrados en la edición de 1985 de El libro Guiness de los récords. Durante este periodo se transmitieron por televisión eventos de esports, incluido el programa Starcade, el cual se llevó a cabo entre 1982 y 1984, transmitiendo un total de 133 episodios, en los cuales los concursantes intentarían batir los puntajes altos de sus contrincantes en juegos de arcade. Un torneo de videojuegos fue incluido como parte de un programa de televisión, llamado That’s Incredible!, y los torneos fueron destacados por ser parte de la trama de varias películas, como por ejemplo, TRON de 1982.

### Videojuegos en línea (1990-1999)
En los 90s, los videojuegos se beneficiaron del incremento de las conexiones a Internet, especialmente los juegos de PC. Por ejemplo, en 1988, Netrek fue un juego de Internet para 16 jugadores. Este fue el tercer videojuego de Internet, así como también el primer juego en usar metaservidores y en tener información de los usuarios persistentes. En 1993, Netrek fue reconocido por la revista Wired como «el primer deporte en línea de videojuegos».
Tuvieron lugar grandes torneos de esports en la década de 1990, incluido el Campeonato Mundial de Nintendo de 1990, el cual fue celebrado en varias partes de Estados Unidos, teniendo su final en los Universal Studios Hollywood en California. Nintendo tuvo un segundo campeonato mundial en 1994, llamado Nintendo PowerFest ’94, donde asistieron 132 finalistas que jugaron la final en San Diego (California), quedando Mike Larossi como ganador del primer premio. Blockbuster Video también tuvo su propio campeonato mundial de videojuegos a principios de 1990, co-organizado por la revista GamePro. Los ciudadanos de Estados Unidos, Canadá, Reino Unido, Australia y Chile fueron los que pudieron presentarse para competir. Los juegos de los campeonatos de 1994 incluían títulos como NBA Jam y Virtua Racing.
Los shows de televisión que transmitieron esports durante este periodo fueron los programas televisivos británicos GamesMaster y Bad Influence!, al igual que el programa australiano A*mazing, que mostraba a dos niños compitiendo en varios juegos de Nintendo para ganar puntos.
Algunos torneos que se llevaron a cabo a finales de los 90s fueron el Cyberathlete Professional League (CPL), QuakeCon, y la Professional Gamers League. Los videojuegos que se jugaron en el CPL incluían las series de Counter-Strike, Quake y Warcraft.
Con la llegada de Starcraft en 1998 (comparado desfavorablemente en 1996 con Warcraft II en su presentación en la E3), los esports comenzaron a estar en alza en algunas regiones del mundo, mayormente en Asia. Corea se asentó como la "cuna de los esports" debido a la gran popularidad de torneos del icónico juego desarrollado por Blizzard Entertainment.

## Situación actual (2000- presente)

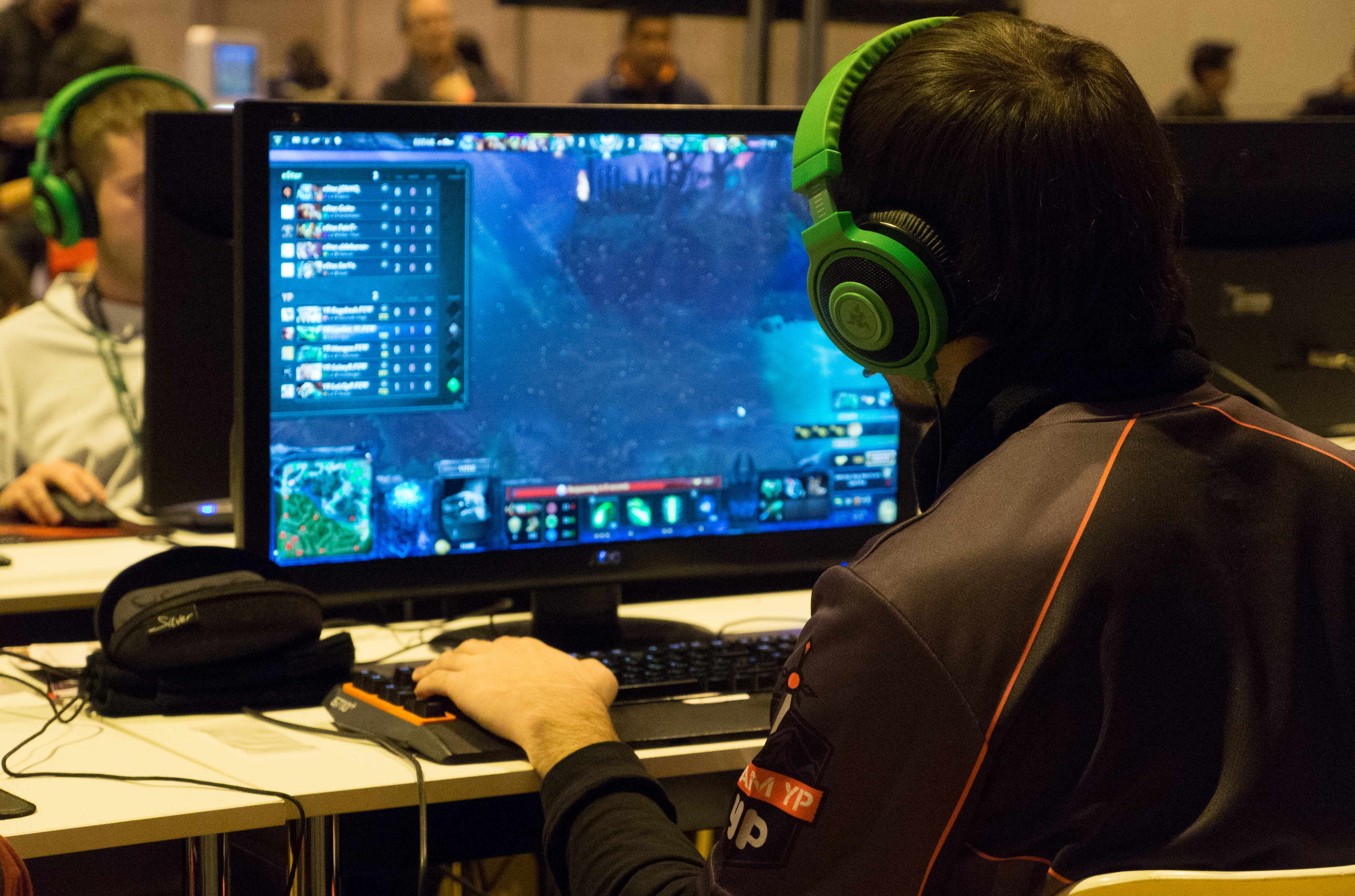
Jugador de Dota 2 compitiendo en el torneo Gamergy 2014.

Corea del Sur ha establecido diferentes organizaciones en los esports, licenciando a jugadores profesionales desde el año 2000. El reconocimiento de las competiciones de deportes electrónicos fuera de Corea del Sur fue llegando más lentamente. Además de Corea del Sur, la mayoría de las competiciones ocurren en Europa, Norteamérica y China. En Japón, a pesar de su gran mercado de videojuegos, los esports se encuentran relativamente poco desarrollados, debido gran parte a sus leyes contra el juego o las apuestas. En Perú, hacia 2004, se congregaba eventos deportivos como Counter Strike, Starcraft y Warcraft III.
The International, el torneo de Dota 2 lanzado en 2011, es el torneo de esports con mayores premios, superando los 40 millones USD en la edición del 2021.
En el año 2013, el canadiense Danny "Shiphtur" Le se convirtió en el primer jugador profesional de League of Legends en recibir un visado P-1A de Estados Unidos, categoría para los atletas reconocidos internacionalmente.
Se estima que en el 2013, aproximadamente 71.5 millones de personas alrededor del mundo veían competiciones de deportes electrónicos. La gran disponibilidad de plataformas para la transmisión en línea, en particular Twitch.tv, ha sido clave para el crecimiento y la promoción de las competiciones de esports.
En el 2015, el mercado global de los esports generó ingresos de 325 millones de dólares y se espera que para finales de este año la cantidad de ingresos sea de 493 millones. La audiencia global de los deportes electrónicos en 2015 fue de 226 millones de personas.
Los juegos competitivos más jugados y más populares en 2016 fueron League of Legends, Dota 2 y Counter Strike:Global Offensive.
El juego competitivo con mayor premio fue The International 2016, por parte del juego Dota 2, con un premio total a repartir de 20.7 millones de dólares, de los que más de 9 millones se los llevó el equipo ganador, Wings Gaming.

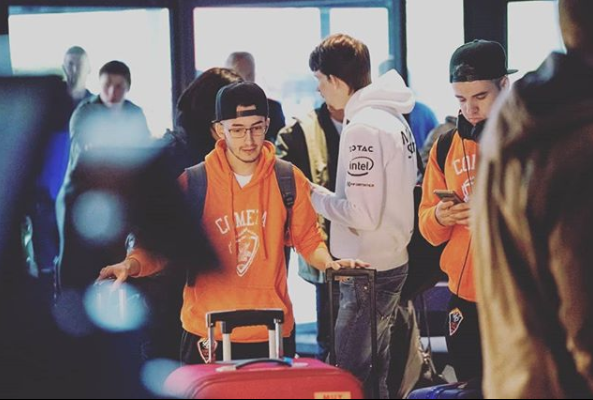
Evento Europeo presencial de Fortnite celebrado en 2018.

En 2017, los esports eran un mercado que crecía más del 40% anual en el mundo y superaba los 500 millones en ventas, provocando que cada vez más empresas patrocinaran estas competiciones y que los medios de comunicación hicieran un mayor seguimiento de este deporte. Específicamente, el mercado global de esports alcanzó una facturación de 696 millones de dólares en todo el mundo.
En 2018, se decía que los esports, esas macrocompeticiones de videojuegos que ahora están en boca de todos, habían llegado para quedarse. Tanto es así que en 2018 se generaron más de 900 millones de ingresos en todo el mundo. En concreto, 905,6 millones de dólares, un 38% más que en 2017.
De estos beneficios, el 77% se produjo por publicidad directa (anuncios y patrocinios), porque las marcas invirtieron 694 millones en promocionar esta industria. También se ingresaron cerca de 161 millones relativos a derechos de medios y licencias de contenido, así como en el gasto de entradas, que generaron otros 96 millones. El boom causado por las competiciones de Fortnite empezó a generar grandes visualizaciones con streamers como Ninja o Tfue, aportando gran visibilidad al juego la competición del Pro-Am E3, celebrada el 13 junio, que reunió 50 famosos y 50 jugadores profesionales o la primera competición exclusivamente de jugadores profesionales a nivel Europea celebrada el 29 de septiembre en Oslo (Polaris Lan Pro Series), contando con equipos como Gambit Esports, Team Atlantis, Team Liquid, Cometa Team o Method. El Juego por excelencia de los esports en 2018 siguió siendo League of Legends, y la competición por excelencia continuaba siendo la League of Legends Championship Series, con Team Liquid como campeón de la competición. El segundo juego desbancando a Dota2 es Counter Strike:Global Offensive, con competiciones como la Eleague Major, contando con equipos cómo Astralis, Cloud9 o FaZe.
En 2019 los esport seguían con un excelente crecimiento. Los datos de los videojuegos y los esports, han anunciado que los deportes electrónicos ya son milmillonarios en 2019. Solo en España se generó una ganancia de más de 35 millones de euros. Los ingresos durante ese año crecieron un 26,7% con respecto a 2018, situando la cifra por encima de los 1000 millones de dólares, en concreto 1096.
Sin embargo, a pesar de la cuantía de los números y la situación aparentemente boyante de los esports, el crecimiento porcentual en 2019 con respecto a 2018 es menor que el del primero comparado con 2017. En los anteriores 12 meses, el incremento se produjo en un 32%, algo más que el 26,7 previsto para este año.
Tres juegos luchan por el premio al más influyente de 2019. Este año, League of Legends, Fortnite y Counter-Strike: Global Offensive comparten el liderato en un top de juegos de ordenador. En el verano de este año se celebró el primer mundial de Fortnite, con más de 100 millones de dólares gastados en premios durante todo el evento. El ganador en modalidad de sólo fue Kyle Giersdorf, más conocido como Bugha, embolsándose 3 millones de dólares. En la final del mundial de League of Legends fue FunPlus Phoenix quien se alzó con el título tras ganar a G2 Esports en la final. En Counter-Strike: Global Offensive es Astralis quien se alza como campeón de la Eleague Major.
En 2021, tan solo en Estados Unidos, los esports generaron $1,110 millones de dólares. En 2022, los deportes electrónicos generaron ganancias globales por $184.4 miles de millones de dólares con un público de 3.2 miles de millones de usuarios y se estima que para 2025 el público jugador aumentará a 3.6 miles de millones de usuarios y generará $211.2 miles de millones de dólares.
A nivel sudamericano, Chile se ha destacado en competencias de juegos de pelea internacionales como Evolution Championship Series en multiples ocasiones.

### Juegos Olímpicos
2017, tras el crecimiento exponencial de los esports en el mundo, se empieza a considerar la posibilidad de ver las competiciones de esport como un evento de medalla para los Juegos Olímpicos de París en 2024. El Comité Olímpico Internacional deberá tomar una decisión final después de los Juegos Olímpicos de Tokio de 2020. El copresidente de la Comisión, Tony Estanguet, expresó un gran interés en la posibilidad de ver el esport en los Juegos Olímpicos, especialmente dado el gran número de espectadores entre los millennials y las generaciones más jóvenes. En agosto de 2018, el CEO de Logitech, Bracken P. Darrell, dijo: "Creo que es inevitable, creo que formarán parte de los Juegos Olímpicos [...] y haré otra predicción. Creo que será el deporte más grande del mundo". Pero resultó ser una oportunidad hundida unos meses después por el DOSB (Comité Olímpico Alemán): el presidente Thomas Bach destacó que los Juegos Olímpicos nunca considerarían los esports como parte de ellos en la situación actual por ser un deporte/ juego que promueve la violencia y la discriminación. Por el contrario, DOSB también ha declarado que los esports ni siquiera pueden considerarse una actividad deportiva, ni deberían llamarse esports, sino eGaming.

## Plataformas de transmisión
Twitch, YouTube y Facebook son las principales plataformas de transmisión de competiciones de esports en Occidente. Anteriormente se destacó también Mixer, que operó desde 2016 hasta 2020. En China se destacan Huya Live y Douyu.
En Twitch se transmiten los campeonatos oficiales de ESL desde 2009, League of Legends desde 2012, Rocket League desde 2016, Blizzard desde 2017, y Fortnite Battle Royale desde 2017.
La Liga de Videojuegos Profesional se emite en España por Ubeat; anteriormente se emitía en Latinoamérica por Movistar eSports Ubeat.
La Liga Latinoamérica de League of Legends se emite en TV Azteca.
Free Fire League Latinoamérica se emite en Twitch, YouTube, Facebook, además en los canales TV Abierta y TV Cable y también por servicio de streaming Star+.

## Videojuegos en el deporte electrónico
Los videojuegos han mostrado la parte competitiva de los usuarios, lo que lleva a la búsqueda de los mejores jugadores dentro del mismo. Sin embargo, estos juegos han salido adelante en poca cantidad; únicamente los que son éxitos comerciales pueden dedicarse a premiar a sus participantes y si el juego permite mecánicas. 
Los deportes electrónicos se ha vuelto tan populares que miles de millones de usuarios están viendo a otros jugar algunos como League of Legends. Debido a la popularidad de estos juegos, los más interesados usan análisis de datos para predecir mejores jugadores y el resultado de varios juegos en línea, como League of Legends. Esto es posible debido a la gran cantidad de juegos en línea que se juegan todos los días (League of Legends se reportaron 67 millones de jugadores activos mensuales en todo el mundo en 2014).

## Lista torneos por videojuego
A continuación se listarán los torneos mundiales más importantes y sus campeones realizados en diversas sagas de juegos o géneros de juego de alta competitividad. Los torneos de varios juegos más destacados son la Copa Mundial de esports y los World Cyber Games. También hay otros torneos especializados destacados como el Campeonato Mundial de League of Legends o la Copa Mundial Interactiva de la FIFA.

### Fútbol: FIFA
Sumando todos los torneos, el más laureado es el francés Bruce Grannec, el cual se hizo con 4 títulos (2 Copas Mundiales Interactivas de la FIFA y 2 Copas Mundiales de Deportes Electrónicos), seguido por los alemanes Daniel Schellhase, Dennis Schellhase y Kai Wollin, el español Alfonso Ramos, el danés August Rosenmeier de PSG Esports, y el francés Rachid Tebane todos con 2 títulos. Alemania es el país con más títulos.
La lista a continuación no muestra los resultados de la FIWC, para los resultados de la Copa Mundial Interactiva de la FIFA, véase el Artículo Principal.
| Año  | Torneo        | Videojuego               | Campeón                                                | Subcampeón                                                 |
| ---- | ------------- | ------------------------ | ------------------------------------------------------ | ---------------------------------------------------------- |
| 2000 | WCGC          | FIFA 00                  | Ji-Hun Lee                                             | Jin-Hyung Park                                             |
| 2001 | WCG           | FIFA 01                  | Doo-Hyung Kim                                          | Francesco Di Dio                                           |
| 2002 | WCG           | FIFA WC 02               | Sang-Woo Hwang                                         | Doo-Hyung Kim                                              |
| 2003 | WCG           | FIFA 03                  | Dennis Schellhase                                      | Daniel Schellhase                                          |
| 2004 | ESWC WCG      | PES 3 FIFA 04            | Samad Baism Dae-Han Choi                               | Marcel Waulke Bruno Carrico                                |
| 2005 | ESWC WCG      | PES 4 FIFA 05            | Badr Hakeem Dennis Schellhase                          | Mike Moreton Gusev Victor                                  |
| 2006 | ESWC WCG      | PES 5 FIFA 06            | Bruce Grannec Daniel Schellhase                        | Moustafa Menadi Ovidiu Patrascu                            |
| 2007 | ESWC WCG      | PES 6 FIFA 07            | Sven Wehmeier Daniel Schellhase                        | Bruce Grannec Victor Sánchez Muñoz                         |
| 2008 | WCG           | FIFA 08                  | Craciun Marius                                         | Pedro Caiado                                               |
| 2009 | ESWC WCG      | FIFA Online 2 FIFA 09    | Kim Jung-Min Joshua Begehr                             | Lee Woo-Young Daniel Schellhase                            |
| 2010 | ESWC WCG PLWF | FIFA 10 PES 2010         | Anas Sofi Michael Patsias Christopher Maduro Morais    | Sergio Pires Zheng Yeng Ettore gianuzzi                    |
| 2011 | ESWC WCG PLWF | FIFA 11 PES 2011         | Adrien Viaud Kai Wollin Ettore Giannuzzi               | Rafael Riobó Sánchez Bartosz Piętka Subaru Sagano          |
| 2012 | ESWC WCG PLWF | FIFA 13 FIFA 12 PES 2012 | Amina Gutierres Kai Wollin Pau Lara Soler              | Ovidiu Patrascu Bartosz Tritt Ron Strikel                  |
| 2013 | ESWC WCG PLWF | FIFA 14 PES 2013         | Vincent Hoffman Keivan Javadi Elyaderani Patrick Mayer | Robert Fahretdinov Tim Schiewe Allison R. Da Silva Pereira |
| 2014 | ESWC PLWF     | FIFA 15 PES 2014         | Navid Borhani Anastasios Pappis                        | Sean Allen Ettore gianuzzi                                 |
| 2015 | ESWC PLWF     | FIFA 16 PES 2015         | August Rosenmeier Rachid Tebane                        | Spencer Ealing Matthias Luttenberger                       |
| 2016 | ESWC PLWF     | FIFA 17 PES 2016         | Lucas Cuillerier Rachid Tebane                         | Timo Siep Guilherme Fonseca Agostini                       |

### MOBA

#### Dota2
| Año  | Sede      | Campeonato             | Campeón         | Result. | Subcampeón    | Semifinalistas    | Semifinalistas   | Prize Pool    |
| ---- | --------- | ---------------------- | --------------- | ------- | ------------- | ----------------- | ---------------- | ------------- |
| 2011 | Colonia   | The International 2011 | Natus Vincere   | 2-1     | EHOME         | Scyte Gaming      | Meet Your Makers | US$1,600,000  |
| 2012 | Seattle   | The International 2012 | Invictus Gaming | 3-1     | Natus Vincere | LGD Gaming        | Team DK          | US$1,600,000  |
| 2013 | Seattle   | The International 2013 | Alliance        | 3-2     | Natus Vincere | Orange Esports    | TongFu           | US$2,874,380  |
| 2014 | Seattle   | The International 2014 | Newbee          | 3-1     | Vici Gaming   | Evil Geniuses     | Team DK          | US$10,923,977 |
| 2015 | Seattle   | The International 2015 | Evil Geniuses   | 3-1     | CDEC Gaming   | LGD Gaming        | Vici Gaming      | US$18,429,613 |
| 2016 | Seattle   | The International 2016 | Wings Gaming    | 3-1     | Digital Chaos | Evil Geniuses     | Fnatic           | US$20,770,460 |
| 2017 | Seattle   | The International 2017 | Team Liquid     | 3-0     | Newbee        | LGD.Forever Young | LGD Gaming       | US$24,787,916 |
| 2018 | Vancouver | The International 2018 | OG              | 3-2     | PSG.LGD       | Evil Geniuses     | Team Liquid      | US$25,532,177 |
| 2019 | Shanghái  | The International 2019 | OG              | 3-1     | Team Liquid   | PSG.LGD           | Team Secret      | US$34,323,041 |
| 2021 | Bucarest  | The International 10   | TeamSpirit      | 3-2     | PSG.LGD       | Team Secret       | InvictusGaming   | US$40,018,195 |

#### League of Legends World Championship
SK Telecom 1 es el equipo más destacado, habiendo ganado 4 títulos.
| Año  | Sede        | Campeón              | Result. | Subcampeón            | Semifinalista(s)            | Semifinalista(s)    | Prize Pool   |
| ---- | ----------- | -------------------- | ------- | --------------------- | --------------------------- | ------------------- | ------------ |
| 2011 | Jönköping   | Fnatic               | 2-1     | against All authority | Team SoloMid                | Team SoloMid        | US$100,000   |
| 2012 | Los Ángeles | Taipei Assasins      | 3-1     | Azubu Frost           | Counter Logic Gaming Europe | Moscow Five         | US$2,000,000 |
| 2013 | Los Ángeles | SK Telecom T1        | 3-0     | Royal Club            | Fnatic                      | NaJin Black Sword   | US$2,050,000 |
| 2014 | Seúl        | Samsung Galaxy White | 3-1     | Royal Club            | OMG                         | Samsung Galaxy Blue | US$2,130,000 |
| 2015 | Berlín      | SK Telecom T1        | 3-1     | KOO Tigers            | Fnatic                      | Origen              | US$2,130,000 |
| 2016 | Los Ángeles | SK Telecom T1        | 3-2     | Samsung Galaxy        | H2k-Gaming                  | ROX Tigers          | US$5,070,000 |
| 2017 | Pekín       | Samsung Galaxy       | 3-0     | SK Telecom T1         | Royal Never Give Up         | Team WE             | US$4,596,591 |
| 2018 | Incheon     | Invictus Gaming      | 3-0     | Fnatic                | G2 Esports                  | Cloud9              | US$6,450,000 |
| 2019 | París       | Fun Plus Phoenix     | 3-0     | G2 Esports            | SK Telecom T1               | Invictus Gaming     | US$2,225,000 |
| 2020 | Shanghái    | DAMWON               | 3-1     | Sunning               | G2 Esports                  | Top Esports         | US$2,225,000 |

#### Otros torneos
Incluye Dota, League of Legends, Hearthstone y Heroes of the Storm, no está incluido en la tabla el SMITE (SMITE WORLD CHAMPIONSHIP).
| Año  | Torneo | Videojuego                             | Campeón                                     | Subcampeón                                | Semifinalistas/3º                                                                         |
| ---- | ------ | -------------------------------------- | ------------------------------------------- | ----------------------------------------- | ----------------------------------------------------------------------------------------- |
| 2009 | ESL    | Dota 2                                 | Ucrania                                     | Rumania                                   | Flow1                                                                                     |
| 2010 | WCG    | LoL                                    | Counter Logic Gaming                        | IWEARCAPEIRL                              | AnotherStory                                                                              |
| 2011 | WCG    | LoL                                    | Flow1                                       | Gameburg                                  | Counter Logic Gaming                                                                      |
| 2012 | DH - I | LoL Dota 2                             | Fnatic NoTideHunter                         | Counter Logic Gaming Europe Evil Genuises | Copenhagen Wolves y Sju Sjösjuka Sjömän Team Empire y Fnatic                              |
| 2012 | DH - V | LoL Dota 2                             | Counter Logic Gaming Europe mortal Teamwork | Moscow Five Natus Vincere                 | Curse Gaming Europe N/A                                                                   |
| 2012 | WCG    | Dota 2 Dota                            | Invictus Gaming TongFu                      | DK LGD Gaming                             | DevilMice Avengers                                                                        |
| 2013 | DH     | LoL Dota 2                             | SK Gaming Natus Vincere                     | Kiedyś Miałem Team Fnatic                 | LowLandLions y Intellectual Playground Alliance                                           |
| 2013 | WCG    | LoL                                    | CJ Entus Blaze                              | OMG                                       | Team WE                                                                                   |
| 2014 | DH - I | LoL                                    | Ninjas in Pyjamas                           | Reason Gaming                             | SK Gaming Prime y n!faculty                                                               |
| 2014 | DH - V | LoL Hearthstone                        | Viking eSport Aleksandr Malsh               | Superdemokraterna Thijs Molendijk         | RustedMediaGaming Cong Shu                                                                |
| 2015 | DH - I | Dota 2 Heroes of the Storm Hearthstone | Team OG Fnatic Ryan Murphy-Root             | Team Empire Team Liquid Juho Hyödynmaa    | 4Clovers & Lepricon y Alliance Team Dignitas y mYinsanity Joaquino Pete y Gonsalo Estapío |
| 2015 | DH - V | Dota 2 Hearthstone Heroes of the Storm | Virtus.Pro Xieyu Wang Team Liquid           | Natus Vincere David Caero Gamers2         | Ninjas in Pyjamas y Alliance Esteban Serrano Natus Vincere                                |
| 2015 | ESWC   | LoL                                    | unKnights Ladies                            | Flow1                                     | BX3 EK y Lamasticrew                                                                      |

### Videojuegos de lucha
Se destaca la Evolution Championship Series, la cual es exclusivamente para juegos de lucha. Para ver sus resultados, véase el Artículo Principal. El jugador más destacado es el estadounidense Justin Wong, quien obtuvo 9 títulos en total (8 EVOs y 1 ESWCs). Otros jugadores destacados son el japonés Daigo Umehara, con 7 títulos, el estadounidense Dominique McLean, con 4, los japoneses Hiromiki Kumada, Keita Ai y el surcoreano Jae-Min Bae, todos con 3. Por último, aparecen el francés Olivier Hay y el británico Ryan Hart, todos con 2.
| Año  | Torneo  | Videojuego                                    | Campeón                                              | Subcampeón                                                     | Tercero                                                       |
| ---- | ------- | --------------------------------------------- | ---------------------------------------------------- | -------------------------------------------------------------- | ------------------------------------------------------------- |
| 2008 | WCG     | Virtua Fighter 5                              | Hiromiki Kumada                                      | Danny Koo                                                      | Adnan Rana                                                    |
| 2009 | WCG     | Virtua Fighter 5                              | Keita Ai                                             | Eui-Wook Shin                                                  | Dae-Hwan Kim                                                  |
| 2010 | WCG     | Tekken 6                                      | Jae-Min Bae                                          | Akihiro Abe                                                    | Shutaro Kitahara                                              |
| 2010 | ESWC    | Super Street Fighter IV                       | Justin Wong                                          | Marn                                                           | Olivier Hay                                                   |
| 2010 | DH - I  | Super Street Fighter IV Arcade Edition        | Seon Woo Lee                                         | Ryan Hart                                                      | Momi                                                          |
| 2012 | ESWC    | Tekken Tag Tournament 2                       | Jae-Min Bae                                          | Park Hyun Kyu                                                  | Leonard Y. H.                                                 |
| 2013 | DH      | Super Street Fighter IV Arcade Edition        | Daigo Umehara                                        | Bruce Hsiang                                                   | Olivier Hay                                                   |
| 2014 | DH - I  | Ultra Street Fighter IV                       | Keita Ai                                             | Bruce Hsiang                                                   | Hiromiki Kumada                                               |
| 2015 | DH - V  | Mortal Kombat X Ultra Street Fighter IV       | Denom Jones Olivier Hay                              | Mal Vautor / Martin Niedziela Bejamin Simon                    | N/A Bruce Hsiang                                              |
| 2015 | Fatal 8 | Mortal Kombat X                               | Dominique McLean                                     | Malik Terry                                                    | Carl White y Jeffrey Williamson                               |
| 2015 | DH - I  | SSBM (1v1) SSBM (2v2) Ultra Street Fighter IV | Juan Debiedma y Jeffrey Williamson Ho Kun Xian       | Adam Lindgren DaJuan J. McDaniel y McCain LaVelle Olivieer Hay | Justin McGrath Adam Lindgren y Andreas Lindgren Arman Hanjani |
| 2015 | ESL     | Mortal Kombat X                               | Dominique McLean                                     | UA Scar                                                        | Matthew Commandeur y cR WoundCowboy                           |
| 2016 | DH - V  | Mortal Kombat XL                              | Denom Jones                                          | Sayed Hashim Ahmed                                             | Madzin                                                        |
| 2016 | DH - V  | Street Fighter V                              | Arman Hanjani                                        | Keita Ai                                                       | Hajime Taniguchi                                              |
| 2016 | DH - V  | SSBM (1v1) SSBM (2v2)                         | William Hjelte Andreas Lindgren y Amsah Augustuszoon | Mustafa Akcakaya Lucas Blomgren y peki                         | Aaron Thomas Jacob Stenberg y Christopher Falck               |
| 2018 | DHA     | Brawlhalla                                    | Stephen Myers "Sandstorm"                            | Zackary Gundersen "wrenchd"                                    | Zack Bielamowicz "Boomie"                                     |
| 2019 | DHA     | Brawlhalla                                    | Stephen Myers "Sandstorm"                            | Marvin Richter "simpLe"                                        | Noel Rosario "noeL"                                           |

### Videojuegos de disparos en primera persona

#### Overwatch League
| Año  | Sede         | Campeonato                         | Campeón             | Res | Subcampeón         | Semifinalistas      | Semifinalistas     |
| ---- | ------------ | ---------------------------------- | ------------------- | --- | ------------------ | ------------------- | ------------------ |
| 2018 | New York     | Overwatch League Grand Finals 2018 | London Spitfire     | 2-0 | Philadephia Fusion | Los Angeles Valiant | New York Excelsior |
| 2019 | Philadelphia | Overwatch League Grand Finals 2019 | San Francisco Shock | 4-0 | Vancouver Titans   | New York Excelsior  | Hangzhou Spark     |

#### CSGO Major Championship
| Año  | Sede           | Campeonato                          | Campeón           | Res | Subcampeón        | Semifinalistas    | Semifinalistas    |
| ---- | -------------- | ----------------------------------- | ----------------- | --- | ----------------- | ----------------- | ----------------- |
| 2013 | Jönköping      | DreamHack Winter 2013               | Fnatic            | 2-1 | Ninjas in Pyjamas | compLexity Gaming | AM3 Fighters      |
| 2014 | Katowice       | ESL Major Series One: Katowice 2014 | Virtus.pro        | 2-0 | Ninjas in Pyjamas | LGB eSports       | Team Dignitas     |
| 2014 | Colonia        | ESL One: Cologne 2014               | Ninjas in Pyjamas | 2-1 | Fnatic            | Team LDLC.com     | Team Dignitas     |
| 2014 | Jönköping      | DreamHack Winter 2014               | Team LDLC.com     | 2-1 | Ninjas in Pyjamas | Natus Vincere     | Virtus.pro        |
| 2015 | Katowice       | ESL One: Katowice 2015              | Fnatic            | 2-1 | Ninjas in Pyjamas | Virtus.pro        | Team EnVyUs       |
| 2015 | Colonia        | ESL One: Cologne 2015               | Fnatic            | 2-0 | Team EnVyUs       | Virtus.pro        | Team SoloMid      |
| 2015 | Cluj-Napoca    | DreamHack Open Cluj-Napoca 2015     | Team EnVyUs       | 2-0 | Natus Vincere     | G2 Esports        | Ninjas in Pyjamas |
| 2016 | Columbus       | MLG Major Championship: Columbus    | Luminosity Gaming | 2-0 | Natus Vincere     | Team Liquid       | Astralis          |
| 2016 | Colonia        | ESL One: Cologne 2016               | SK Gaming         | 2-0 | Team Liquid       | Virtus.pro        | Fnatic            |
| 2017 | Atlanta        | ELEAGUE Major 2017                  | Astralis          | 2-1 | Virtus.pro        | Fnatic            | SK Gaming         |
| 2017 | Cracovia       | PGL Major Kraków 2017               | Gambit Esports    | 2-1 | Immortals         | Astralis          | Virtus.pro        |
| 2018 | Boston         | ELEAGUE Major: Boston 2018          | Cloud9            | 2-1 | FaZe Clan         | SK Gaming         | Natus Vincere     |
| 2018 | Londres        | FACEIT Major: London 2018           | Astralis          | 2-0 | Natus Vincere     | Team Liquid       | MIBR              |
| 2019 | Katowice       | IEM Katowice Major 2019             | Astralis          | 2-0 | ENCE              | MIBR              | Natus Vincere     |
| 2019 | Berlin         | StarLadder Berlin Major 2019        | Astralis          | 2-0 | Avangar           | NRG Esports       | Renegades         |
| 2021 | Estocolmo      | PGL Major Stockholm 2021            | Natus Vincere     | 2-0 | G2 Esports        | Gambit Esports    | Heroic            |
| 2022 | Amberes        | PGL Major Antwerp 2022              | FaZe Clan         | 2-0 | Natus Vincere     | Team Spirit       | ENCE              |
| 2022 | Río de Janeiro | IEM Rio Major 2022                  | Outsiders         | 2-0 | Heroic            | MOUZ              | FURIA             |

#### Automovilismo
Destaca la APEC Online Racing League, que se concentra en videojuegos de Fórmula 1.
| Temporada | Juego                                         | Campeón                         | Segundo                       | Tercero                           |
| --------- | --------------------------------------------- | ------------------------------- | ----------------------------- | --------------------------------- |
| 3         | F1 2011 (Xbox 360)                            | Harry Jacks                     | Matthew Gallagher             | BigshotP1layerGR                  |
| 4         | F1 2011 (Xbox 360)                            | Harry Jacks                     | Matthew Gallagher             | ACR Raven                         |
| 5         | F1 2012 (Xbox 360) F1 2012 (PS3) F1 2012 (PC) | Harry Jacks VTi-DOHC beninho106 | ACR Raven wooly51 Alex Gillon | TyranoTigger CaptainFalcon89 RanE |

#### Otros torneos
Incluye Quake, Counter-Strike, Unreal Tournament, Total war: Arena,
| Año  | Torneo | Videojuego                                       | Campeón                              | Subcampeón                                   | Semifinalista(s)                        |
| ---- | ------ | ------------------------------------------------ | ------------------------------------ | -------------------------------------------- | --------------------------------------- |
| 2000 | WCGC   | Quake III Arena                                  | Johnathan Wendel                     | Oskar Ljungström                             | Thaddeus Napier                         |
| 2001 | WCG    | Quake III Arena Counter-Strike Unreal Tournament | John Hill LnD Christian Hock         | Alexei Nesterov mortal Teamwork Jeremy Evans | Stephan Lammert All-Stars Sung-Woo Kim  |
| 2002 | WCG    | Quake III Arena Counter-Strike Unreal Tournament | Alexey Smaev M19 Christian Hock      | Álvaro Romero Nerve Samuel Boult             | Jason Sylka Mousesports Nicholas McCabe |
| 2003 | WCG    | Counter-Strike UT 03                             | SK Gaming Nicola Geretti             | Team3 Laurens Pluymaekers                    | Team9 Dominic Lewandowski               |
| 2004 | WCG    | CS:CZ UT 04 Halo: CE                             | Team3D Laurens Pluymaekers Matt Leto | Titans Maurice Engelhardt Nelson Triana      | MaveN Roman Verenko David Walsh         |